# Emma Stämpfli-Studer
Pour les articles homonymes, voir Stämpfli et Studer.
Emma Stämpfli-Studer, née le 3 novembre 1848 à Berne et morte le 30 janvier 1930 dans cette même ville est une entrepreneuse suisse, pionnière dans le secteur des crèches.

## Biographie
Emma Studer naît le 3 novembre 1848 dans la ville de Berne. Ses parents se nomment Bernhard Friedrich Studer, pharmacien, et Julie Rosine Rudrauff. Elle passe son enfance à l'extrémité supérieure de la Spitalgasse de Berne, juste à côté de la tour médiévale Christoffel, démolie en 1865. Elle décrit cette démolition et cette vie au milieu de frères, cousins et cousines dans une brochure intitulée « Öppis us em alten Bärn ».  
En 1869, elle épouse Karl Stämpfli avec qui elle aura sept enfants. Celui-ci est sur le point d'étendre la modeste entreprise de ses ancêtres, qui deviendra l'importante imprimerie Stämpfli dans le nouveau bâtiment de production de la Länggasse. Parallèlement à son succès entrepreneurial, sur le plan politique Stämpfli parvient au Conseil national. Il décède en 1894, à un moment où ses fils ne sont pas encore prêts à lui succéder. 
Pendant plus de dix ans, Emma Stämpfli-Studer est la principale responsable de l'entreprise émergente, qui ne cesse de croître pendant cette période. Le bien-être de leurs employés est important pour les deux conjoints. Elle fonde avec son mari la crèche de Länggasse et récolte des fonds auprès de donateurs privés, d’entreprises et de l’Église pour son financement,.  Au début, la crèche accueille six enfants. Les enfants de veuves et mères célibataires sont prioritaires. Les mères allaitantes étaient encouragées à allaiter les enfants de la crèche au moins une fois par jour. En 1903, ce sont 58 enfants qui sont pris en charge. 
Grâce à son expérience, Emma Stämpfli-Studer est présente dans des conseils lors de la création de nouvelles garderies.  
En 1895, Emma Stämpfli fonde une caisse maladie, d'invalidité et de décès pour le personnel de son imprimerie,. Pendant de nombreuses années, elle édite le « Hinkenden Bot » (Le Messager boiteux), un calendrier dont les origines remontent au début du XVIIIe siècle et que la société Stämpfli publie depuis 1815. En plus de ses engagements dans les crèches, elle travaille au sein du conseil d'administration de Pro Juventute et dans plusieurs organisations sociales sans but lucratif,. En 1906, elle remet l'imprimerie à ses fils, Wilhelm et Rudolf Stämpfli. 
Avec un pionnier des crèches de Saint-Gall, elle fonde en 1907 la Schweizerischer Zentralkrippenverein, Société centrale des crèches suisses (aujourd'hui Association suisse des structures de l'enfance – ASSAE) et son bulletin d'information, le rapport des crèches (« Der Schweizerische Zentral-Krippenverein », aujourd'hui le « Verband Kindertagesstätten der Schweiz », KiTaS). Elle est présidente de l'association pendant de nombreuses années et participe à la rédaction du bulletin jusqu'à sa mort. 
Emma Stämpfli-Studer se battra pour faire reconnaître l'utilité des crèches pour le bien-être des enfants et l'utilité pour la société que les enfants confiés soient bien suivis et encouragés. Elle attache une grande importance à une alimentation saine, à l’hygiène et à l’ordre. 
Emma Stämpfli-Studer a également écrit des livres pour ses petits-enfants, des poèmes en dialecte, des lives de souvenirs et un « Petit livre de cuisine pour temps difficiles au quatrième hiver de la guerre en 1917 ». 
Quand Emma Stämpfli-Studer décède en 1930 à l'âge de 82 ans, elle est désignée dans une nécrologie comme la « mère suisse des crèches ».